# Joan Fontaine
Joan Fontaine, pseudonimo di Joan de Beauvoir de Havilland (Tokyo, 22 ottobre 1917 – Carmel-by-the-Sea, 15 dicembre 2013), è stata un'attrice britannica naturalizzata statunitense nel 1943. Il suo nome è iscritto nella Hollywood Walk of Fame.

Autografo di Joan Fontaine

Raggiunse l'apice della notorietà fra gli anni quaranta e gli anni cinquanta, vincendo un Oscar alla miglior attrice protagonista per la sua interpretazione nel film di Alfred Hitchcock Il sospetto (1941), con Cary Grant.

## Biografia
Figlia di Walter de Havilland, avvocato britannico con studio legale in Giappone, e di Lilian Augusta Ruse, attrice conosciuta col nome d'arte di Lilian Fontaine, era sorella minore di un'altra star hollywoodiana, Olivia de Havilland. Entrambe frequentarono la Los Gatos High School e la Notre Dame High School a Belmont (California), una scuola di ispirazione cattolica.
La sua infanzia fu particolarmente difficile per motivi di salute che le sarebbero derivati o che sarebbero stati acuiti dalla separazione dei genitori. Su consiglio dei medici, la madre portò le due sorelle negli Stati Uniti, fissando la propria residenza a Saratoga, nella contea di Santa Clara in California. All'età di quindici anni Joan fece ritorno in Giappone, andando a vivere per due anni con il padre.

### Carriera

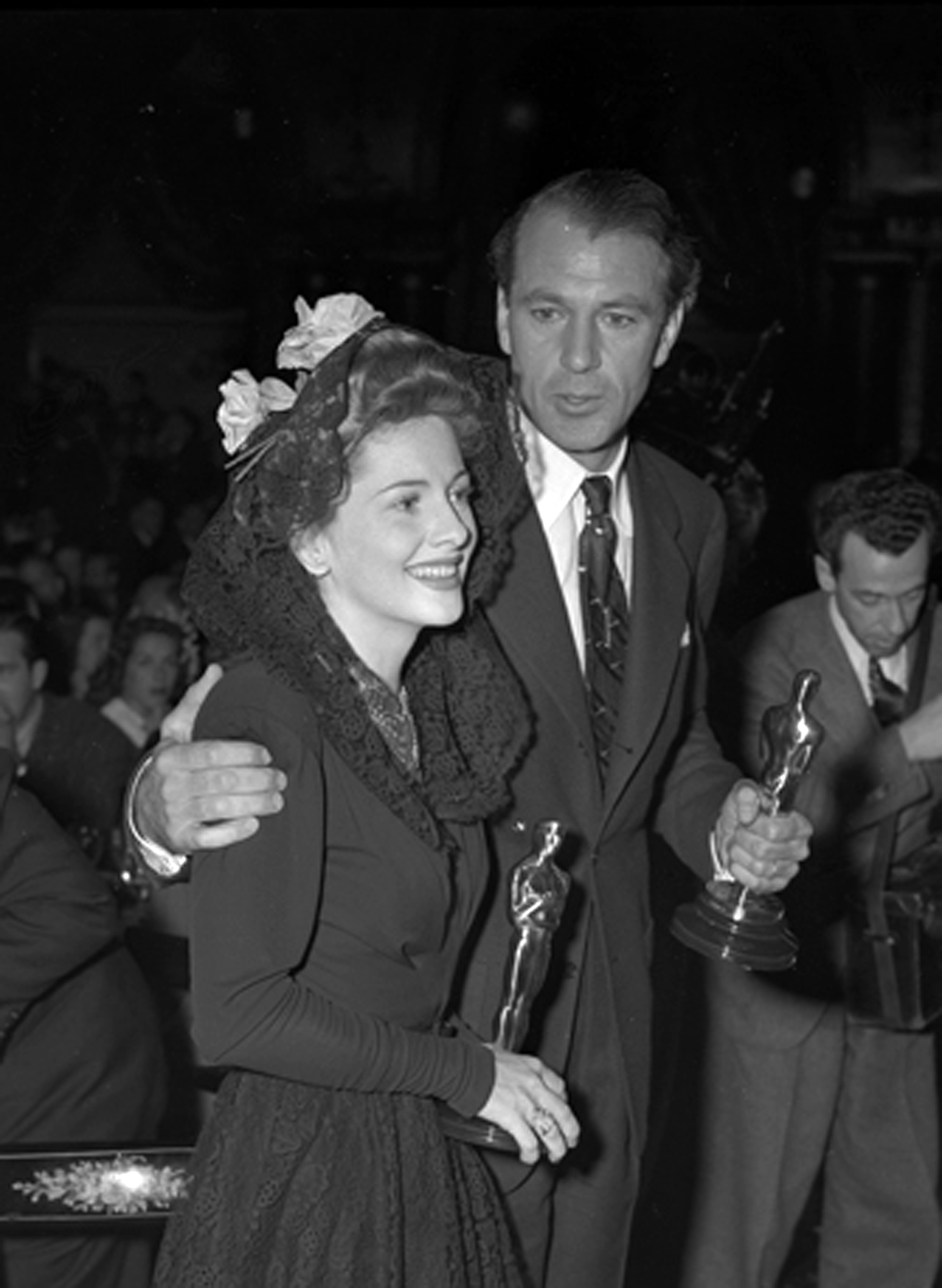
Joan Fontaine con Gary Cooper ai Premi Oscar 1942

Dopo aver studiato recitazione con Max Reinhardt, esordì nel cinema nel 1935 con due film: Call It A Day e Non più signore, rivelandosi un'interprete attenta e sensibile, capace di dare vita a ritratti di donne fragili e insicure, protagoniste di drammi psicologici. Dopo il debutto, fu messa sotto contratto dalla RKO. Nel contempo lavorò per il teatro a Broadway in Forty Carats, la rivista Quaranta Carati che le assicurò una certa notorietà.
A partire dal 1937 ebbe poi delle parti di maggior spessore, in film come Musica per signora di John G. Blystone, a fianco di Nino Martini, e Una magnifica avventura di George Stevens, a fianco di Fred Astaire e George Burns. Apparve successivamente in alcune commedie, solitamente in ruoli di eccentrica ereditiera, senza riuscire tuttavia a ricavarsi uno spazio adeguato, tanto che la casa cinematografica decise nel 1939 di non rinnovarle il contratto. Nello stesso anno si sposò per la prima volta, convolando a nozze con l'attore britannico Brian Aherne, da cui divorzierà nel 1945.
La sorte per lei cambiò una sera a un party, in cui ebbe una conversazione con il produttore David O. Selznick a proposito del romanzo Rebecca di Daphne du Maurier. Il produttore le fissò un incontro per un provino e fu così che Rebecca - La prima moglie (1940), debutto americano di Alfred Hitchcock, segnò la definitiva consacrazione dell'attrice, che ottenne una candidatura all'Oscar alla miglior attrice. Non riuscì ad aggiudicarsi la statuetta in quell'edizione (che andò a Ginger Rogers per Kitty Foyle, ragazza innamorata) ma vi riuscì l'anno seguente - sempre come miglior attrice protagonista - per l'interpretazione nel film Il sospetto (1941), anch'esso diretto da Hitchcock. Il film le valse anche nello stesso anno il New York Film Critics Circle Award come migliore attrice ed è da ricordare che quella fu l'unica interpretazione di una pellicola di Hitchcock premiata con un Oscar.
Fra i suoi maggiori successi si ricordano i film Il fiore che non colsi (1942) di Edmund Goulding, La porta proibita (1944) di Robert Stevenson, La sfinge del male (1947) di Sam Wood e Lettera da una sconosciuta (1948) di Max Ophüls. Nel 1948 venne diretta da Billy Wilder in Il valzer dell'imperatore. A Broadway nel 1954 interpretò il ruolo di Laura in Tea and Sympathy a fianco di Anthony Perkins.
Pur apparendo in alcuni film di rilievo come Accadde in settembre (1950) di William Dieterle, Ivanhoe (1952) di Richard Thorpe, L'alibi era perfetto (1956) di Fritz Lang e Quattro donne aspettano (1957) di Robert Wise, dagli anni cinquanta la carriera di Joan Fontaine ebbe un lento ma progressivo declino che la indusse, in un primo tempo, ad abbandonare il set cinematografico per dedicarsi soprattutto alla televisione, dove lavorò sin dal 1955. Nel 1982 fu presidente della giuria al Festival del cinema di Berlino; tra l'altro fu l'ospite principale della prima edizione di questo festival avvenuta nel 1951, dato che come film di apertura venne scelto proprio Rebecca - La prima moglie.
Fra gli anni sessanta e settanta apparve in diverse produzioni teatrali e televisive, fra cui Private Lives, Cactus Flower e la produzione australiana de The Lion in Winter. Nei primi anni sessanta recitò nei film Viaggio in fondo al mare (1961) di Irwin Allen, accanto a Walter Pidgeon, e Tenera è la notte (1962) di Henry King, con Jennifer Jones e Jason Robards. La sua ultima apparizione sul grande schermo fu nell'horror britannico Creatura del diavolo (1966) di Cyril Frankel, di cui fu anche la co-produttrice, e che non ebbe molto successo. Per la televisione venne candidata nel 1980 al premio Emmy per la soap-opera I Ryan.
Nel 1978 diede alle stampe un'autobiografia intitolata No Bed of Roses, in cui raccontò anche dei suoi difficili e dolorosi rapporti con la madre, la sorella e la figlia adottiva. Dal 2003 visse a Carmel in California, dove morì il 15 dicembre del 2013 per cause naturali, all'età di 96 anni.

### Rivalità con la sorella Olivia de Havilland
Olivia de Havilland fu la prima fra le due sorelle a intraprendere la carriera di attrice; quando Joan volle anche lei avvicinarsi al mondo dello spettacolo, la madre le proibì di usare il nome di famiglia. Fu così che dovette inventarsi un nome d'arte, Joan Burfield, successivamente cambiato in Joan Fontaine, lo stesso usato dalla madre per il debutto in palcoscenico.

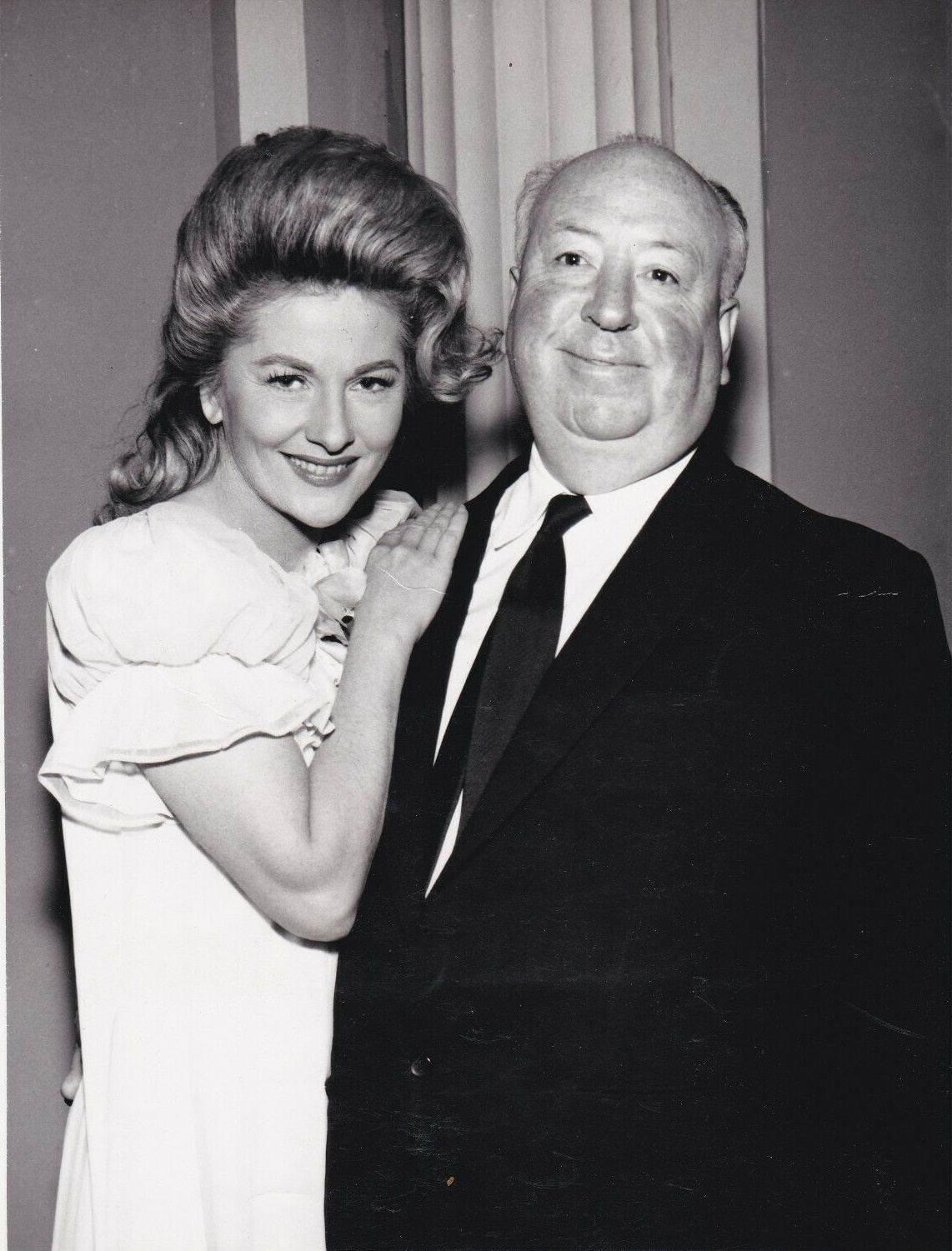
Joan Fontaine con Alfred Hitchcock nel 1963

Il biografo Charles Higham scrisse che le due sorelle non riuscirono mai ad avere un rapporto facile, fin dai tempi dell'infanzia, quando si contendevano i vestiti da indossare. Joan avrebbe sempre sofferto del fatto di ritenere che Olivia fosse la prediletta della madre.
Entrambe furono candidate all'Oscar come migliore attrice nel 1942: lo vinse Joan (che era candidata per la sua interpretazione nel film Il sospetto), mentre Olivia, candidata per l'interpretazione nel film La porta d'oro, dovette accontentarsi del buon successo che la sua pellicola ebbe presso la critica e al botteghino. Higham scrisse che Joan si sentì sufficientemente colpevole per aver sottratto la statuetta alla sorella maggiore, e descrisse minuziosamente gli eventi della cerimonia di premiazione degli Oscar del 1942, notando come quando Joan avanzò per ritirare il premio si scansò per evitare il tentativo della sorella di congratularsi con lei, lasciandola nel massimo imbarazzo.
Contrariamente a quanto riportato dalla stampa, le sorelle continuarono la loro relazione anche dopo gli anni quaranta. Dopo la separazione di Fontaine dal marito nel 1952, de Havilland si recò spesso nel suo appartamento di New York e almeno una volta trascorsero il Natale insieme, nel 1961. Furono fotografate mentre ridevano insieme a una festa di Marlene Dietrich nel 1967. La Fontaine fece anche visita alla de Havilland a Parigi nel 1969. Nel 1975 ruppero definitivamente i rapporti, dopo il funerale della loro madre, anche se, a seguito della morte di Joan, Olivia si disse sconvolta e profondamente addolorata per la morte della sorella, rivelando dunque un probabile riavvicinamento tra le due negli ultimi tempi.

## Vita privata
La Fontaine è stata sposata 4 volte e tutti i suoi matrimoni si sono conclusi con un divorzio:
- dal 20 agosto 1939 al 14 giugno 1945 con l'attore Brian Aherne;
- dal 2 maggio 1946 al 25 gennaio 1951 fu legata al produttore William Dozier, dal quale ebbe una figlia, Deborah Leslie. Sempre con Dozier, Joan adottò anche una bambina peruviana, Martina;
- dal 12 novembre 1952 al 3 gennaio 1961 con Collier Young;
- dal 27 gennaio 1964 al 1969 con Alfred Wright Jr.

## Filmografia

### Cinema
- Non più signore (No More Ladies), regia di Edward H. Griffith (1935) (con il nome di Joan Burfield)
- A Million to One, regia di Lynn Shores (1937)
- Dolce inganno (Quality Street), regia di George Stevens (1937) (non accreditata)
- The Man Who Found Himself, regia di Lew Landers (1937)
- Amore vince sempre (You Can't Beat Love), regia di Christy Cabanne (1937)
- Musica per signora (Music for Madame), regia di John G. Blystone (1937)
- Una magnifica avventura (A Damsel in Distress), regia di George Stevens (1937)
- Maid's Night Out, regia di Ben Holmes (1938)
- Blond Cheat, regia di Joseph Santley (1938)
- Sky Giant, regia di Lew Landers (1938)
- I tre cadetti (The Duke of West Point), regia di Alfred E. Green (1938)
- Gunga Din, regia di George Stevens (1939)
- La strage di Alamo (Man of Conquest), regia di George Nichols Jr. (1939)
- Donne (The Women), regia di George Cukor (1939)
- Rebecca - La prima moglie (Rebecca), regia di Alfred Hitchcock (1940)
- Il sospetto (Suspicion), regia di Alfred Hitchcock (1941)
- Sono un disertore (This Above All), regia di Anatole Litvak (1942)
- Il fiore che non colsi (The Constant Nymph), regia di Edmund Goulding (1943)
- La porta proibita (Jane Eyre), regia di Robert Stevenson (1943)
- L'avventura viene dal mare (Frenchman's Creek), regia di Mitchell Leisen (1944)
- Gli amori di Susanna (The Affairs of Susan), regia di William A. Seiter (1945)
- Tutte le spose sono belle (From This Day Forward), regia di John Berry (1946)
- La sfinge del male (Ivy), regia di Sam Wood (1947)
- Lettera da una sconosciuta (Letter from an Unknown Woman), regia di Max Ophüls (1948)
- Il valzer dell'imperatore (The Emperor Waltz), regia di Billy Wilder (1948)
- Devi essere felice (You Gotta Stay Happy), regia di Henry C. Potter (1948)
- Per te ho ucciso (Kiss the Blood Off My Hands), regia di Norman Foster (1948)
- Accadde in settembre (September Affair), regia di William Dieterle (1950)
- La seduttrice (Born to Be Bad), regia di Nicholas Ray (1950)
- La mia donna è un angelo (Darling, How Could You), regia di Mitchell Leisen (1951)
- Perdonami se ho peccato (Something to Live For), regia di George Stevens (1952)
- Otello (The Tragedy of Othello: The Moor of Venice), regia di Orson Welles (1952) (non accreditata)
- Ivanhoe, regia di Richard Thorpe (1952)
- Notti del Decamerone (Decameron Nights), regia di Hugo Fregonese (1953)
- Contrabbando a Tangeri (Flight to Tangier), regia di Charles Marquis Warren (1953)
- La grande nebbia (The Bigamist), regia di Ida Lupino (1953)
- La grande notte di Casanova (Casanova's Big Night), regia di Norman Z. McLeod (1954)
- Serenata (Serenade), regia di Anthony Mann (1956)
- L'alibi era perfetto (Beyond a Reasonable Doubt), regia di Fritz Lang (1956)
- L'isola nel sole (Island in the Sun), regia di Robert Rossen (1957)
- Quattro donne aspettano (Until They Sail), regia di Robert Wise (1957)
- Un certo sorriso (A Certain Smile), regia di Jean Negulesco (1958)
- Viaggio in fondo al mare (Voyage to the Bottom of the Sea), regia di Irwin Allen (1961)
- Tenera è la notte (Tender Is the Night), regia di Henry King (1962)
- Creatura del diavolo (The Witches), regia di Cyril Frankel (1966)

### Televisione
- Four Star Playhouse – serie TV, episodi The Girl on a Park Bench (1953) e Trudy (1955)
- Letter to Loretta – serie TV, episodio A Shadow Between (1955)
- The Ford Television Theatre – serie TV, episodio Your Other Love (1956)
- The 20th Century-Fox Hour – serie TV, episodio 2x02 (1956)
- Climax! – serie TV, episodio 2x23 (1956)
- On Trial – serie TV, episodi The De Santre Story (1956) e Fatal Charm (1957)
- General Electric Theater – serie TV, episodi 4x18-5x26-7x06-8x22-9x21 (1956-1961)
- Mr. Adams and Eve – serie TV, episodio 2x05 (1957)
- Westinghouse Desilu Playhouse – serie TV, episodio 1x23 (1959)
- Startime – serie TV, episodio Closed Set (1960)
- Alcoa Presents: One Step Beyond – serie TV, episodio 2x33 (1960)
- The Three Musketeers – film TV (1960)
- The Light That Failed, regia di Marc Daniels – film TV (1961)
- Scacco matto (Checkmate) – serie TV, episodio 1x30 (1961)
- The Dick Powell Show – serie TV, episodio 1x25 (1962)
- Carovane verso il West (Wagon Train) – serie TV, episodio The Naomi Kaylor Story (1963)
- L'ora di Hitchcock (The Alfred Hitchcock Hour) – serie TV, episodio 1x20 (1963)
- Cannon – serie TV, episodio The Star (1975)
- The Users, regia di Joseph Hardy – film TV (1978)
- I Ryan (Ryan's Hope) – serie TV (1980)
- Love Boat (The Love Boat) – serie TV, episodio Chef's Special/Kleinschmidt/New Beginnings (1981)
- Il profumo del potere (Bare Essence) – serie TV, episodi Hour Four (1983) e Hour Five (1983)
- Crossings – miniserie TV (1986)
- Hotel – serie TV, episodio Harassed (1986)
- Dark Mansions, regia di Jerry London – film TV (1986)
- Good King Wenceslas, regia di Michael Tuchner – film TV (1994)

## Teatro
- Tè e simpatia, di Robert Anderson. Ethel Barrymore Theatre di Broadway (1954)
- Forty Carats, di Jay Presson Allen. Morosco Theatre di Broadway (1969)

## Riconoscimenti
- Premio Oscar
  - 1941 – Candidatura alla miglior attrice per Rebecca - La prima moglie
  - 1942 – Miglior attrice per Il sospetto
  - 1944 – Candidatura alla miglior attrice per Il fiore che non colsi

## Doppiatrici italiane
- Lydia Simoneschi in Rebecca - La prima moglie, L'avventura viene dal mare, Gli amori di Susanna, La sfinge del male, Devi essere felice, Per te ho ucciso, Accadde in settembre, La seduttrice, La mia donna è un angelo, Perdonami se ho peccato, Ivanhoe, Contrabbando a Tangeri, Serenata, L'alibi era perfetto, L'isola nel sole, Quattro donne aspettano, Un certo sorriso
- Renata Marini in La strage di Alamo, Il fiore che non colsi, Viaggio in fondo al mare
- Rosetta Calavetta in Gunga Din, Tenera è la notte
- Dhia Cristiani in La porta proibita, Sono un disertore
- Dina Perbellini in Musica per signora
- Micaela Giustiniani in Donne
- Paola Barbara in Il sospetto
- Pinella Dragani in Sono un disertore (ridoppiaggio)
- Melina Martello in Lettera da una sconosciuta (ridoppiaggio)
- Maria Pia Di Meo in Il valzer dell'imperatore (ridoppiaggio)
- Lorenza Biella in La grande nebbia (ridoppiaggio)
- Sonia Scotti in La grande notte di Casanova (ridoppiaggio)